# Magyarpolány
Magyarpolány è un comune dell'Ungheria di 1.184 abitanti (dati 2001). È situato nella contea di Veszprém.